# アイシュムノス
アイシュムノス（古希: Αἴσυμνόν, Aisymnos）は、ギリシア神話の人物である。トロイア戦争で戦ったギリシア人の武将の1人。ヘクトールに討たれた。
アガメムノーンがコオーンの攻撃で傷を負い、戦場から退くと、ヘクトールはトロイア軍の戦意を高揚させて攻勢に出た。ヘクトールは自ら軍の先頭に立って突撃し、アイシュムノスをはじめ、アサイオス、アウトノオス、オピテース、ドロプス、オペルティオス、アゲラーオス、オロス、ヒッポノオスらを討った。ホメーロスは、ヘクトールがこれらの武将とさらに多くの兵士たちを討つ様子を、吹きすさぶ南風の怒号の中に波しぶきが四方に飛び散るがごとくであったと語っている。